# Prix Anselme-Payen
Pour les articles homonymes, voir Payen.
Le prix Anselme-Payen est remis annuellement par l'American Chemical Society. Le prix est remis en l'honneur de Anselme Payen, chimiste français qui a découvert la cellulose.
Le prix est remis au scientifique qui a fait des recherches dans le domaine de la cellulose. 

## Lauréats
- 1962 - Louis Wise
- 1963 - Clifford Purves
- 1964 - Harold Spurlin
- 1965 - Carl Malm
- 1966 - Wayne Sisson
- 1967 - Roy Whistler
- 1968 - Alfred Stamm
- 1969 - Stanley Mason
- 1970 - Wilson Reeves
- 1971 - Tore Timell
- 1972 - Conrad Schuerch
- 1973 - D. Goring
- 1974 - V. Stannett
- 1975 - J. Jones
- 1976 - Robert Marchessault
- 1977 - Kyle Ward
- 1978 - Howard Rapson
- 1979 - Kyosti Sarkanen
- 1980 - Olof Chalmers
- 1981 - Stanley Rowland
- 1982 - Erich Adler
- 1983 - Reginald Preston
- 1984 - Jett Arthur
- 1985 - Orlando Battista
- 1986 - Malcolm Brown
- 1987 - Takayoshi Higuchi
- 1988 - Bengt Ranby
- 1989 - Anatole Sarko
- 1990 - Junzo Nakano
- 1991 - Henri Chanzy
- 1992 - Josef Geier
- 1993 - Derek Gray
- 1994 - Geoffrey Richards
- 1995 - Josef Gratzl
- 1996 - Haig Zeronian
- 1997 - Joseph McCarthy
- 1998 - Rajai Atalla
- 1999 - John Blackwell
- 2000 - Wolfgang Glasser
- 2001 - Liisa Viikari
- 2002 - John Manley
- 2003 - Deborah Delmer
- 2004 - Dieter Klemm
- 2005 - Peter Zugenmaier
- 2006 - Charles Buchanan
- 2007 - Fumitaka Horii
- 2008 - Fumiaki Nakatsubo
- 2009 - Alfred French
- 2010 - Thomas Heinze
- 2011 - Lina Zhang
- 2012 - Hans-Peter Fink

## Source
- Liste des lauréats sur le site de la division Cellulose and Renewable Materials de l'American Chemical Society